# Baby Donkey Kong
Baby Donkey Kong (soms afgekort voor: Baby DK) is een personage uit de Mario-serie. Hij is de kleinere versie van Donkey Kong.

## Karakteromschrijving
Baby Donkey Kong heeft hetzelfde karakter als Donkey Kong. Zijn stropdas met de letter "DK" erop is ook hetzelfde, maar dan kleiner. Hij maakte zijn debuut in Yoshi's Island DS, en is daarna nog voorgekomen in Mario Super Sluggers.